# Vattendrag i Sverige (A–C)
Siffrorna efter vattendragets namn anger dess totala längd (inkl. källflöden) i kilometer. Längder på minst 2 mil är avrundade till hel- och halvmil. Vattendrag med flodområden på minst 4 kvadratmil är skrivna med fetstil.
- Aapuajoki 20
- Aareajoki 40
- Aavajoki 25
- Abmoälven 80
- Abramsån 45
- Ackan 15
- Acksjöån 65
- Acksjöälven 100
- Adakbäcken 15
- Afsan 45
- Aggbäcken 10
- Ahmajoki 12
- Ainattijoki 40
- Ainettijoki 30
- Airijoki 13
- Akajoki 20
- Akkajoki 40
- Aksijoki 25
- Alanen Kihlankijoki 30
- Albäcken 15
- Alderängesån
- Aliseatnu
- Allmosälven 15
- Allmänningsån 20
- Allvarsån 30
- Allån 18
- Alman 20
- Almaån 65
- Aloppan 40
- Alskabäcken 25
- Alslövsån 20
- Alsterälven 50
- Alsterån 125
- Alsån 50
- Alterälven 80
- Alträskbäcken 17
- Alträskån 20
- Alån 85
- Ammerån 200
- Amsån 20
- Anabäcken 20
- Anderstorpaån 40
- Andån 20
- Angelån 15
- Angsjöbäcken
- Angstabäcken 13
- Anjeströmmen 50
- Anneforsån 35
- Anråsån
- Anråsälven 25
- Ansjöån 30
- Anstaån 20
- Ansättån 20
- Anån 30
- Aplungsälven 15
- Applerumsån 35
- Appokälven 70
- Arbogaån 160
- Armasjoki 70
- Armsjöbäcken 25
- Arpatsbäcken 30
- Arrojoki 40
- Arvattsån 20
- Arvån 40
- Arån 35
- Aspan20
- Aspån 20
- Assman 60
- Avansbäcken 20
- Avasjöbäcken 16
- Averstadån 16
- Avgurjohka
- Avströmmen 8
- Axån 6
- Backeån 10
- Badaälven 50
- Badebodaån 70
- Baksjöbäcken 20
- Baksjöån 7
- Bakvattsån 20
- Bakälven 13
- Balån 30
- Banafjälsån 14
- Bankeån 10
- Barlindshultsälven 10
- Bastanbäcken 16
- Basthöjdsälven 14
- Bastuån
- Bastån 13
- Beivurbäcken 17
- Belån 12
- Bensjöån 9
- Bergshamraån 25
- Bergshyttån 14
- Bergsjöån
- Bergsmannijoki 25
- Bergvallsån
- Bergvattenån 80
- Bergån
- Betsarnbäcken 9
- Bieljaurjåkka 50
- Biellojukke 35
- Billan 30
- Billingsån 8
- Billstaån 45
- Billån 16
- Biskopsån 8
- Bivarödsån 50
- Bjorvasseln 20
- Bjurbäcken 20
- Bjurbäcken 8
- Bjurbäcken 9
- Bjurbäcken 17
- Bjurbäcken 55
- Bjurbäcken 14
- Bjurforsbäcken 17
- Bjurvallabäcken 20
- Bjurån (Västerbotten) 30
- Bjurån (Norrbotten) 40
- Bjurånaälven 8
- Bjurälven
- Bjällstaån 14
- Bjärkabäcken 20
- Bjärkeån 14
- Bjässjöån 16
- Björka älv 40
- Björkeån 11
- Björkeån 40
- Björklingeån 40
- Björkselbäcken 18
- Björträskbäcken 13
- Björkvattsån 18
- Björkån 19
- Björkån 50
- Björkån 15
- Björna-Lillån
- Björnsjöån 14
- Björnån
- Björsjöån 13
- Björvasslan 10
- Blackälven 115
- Blankan 17
- Bleckåsån 25
- Blekhemsån 14
- Bliksån 13
- Blommaälven 20
- Blåkullån
- Blåkölsbäcken 15
- Blädjan 40
- Bocksbäcken 14
- Bockträskbäcken 20
- Bodabäcken 30
- Bodanäsån 18
- Bodaån 20
- Bodaån 15
- Bodaälven 20
- Bodbäcken 25
- Bodeleån 9
- Bodsjöbyån 25
- Bodträskån 90
- Bodvillån 11
- Bodån 55
- Bogerudsälven 8
- Bokvarnsån 55
- Bolanders bäck 21
- Bollstaån 30
- Bolmån 155
- Bolån 12
- Bomsjöbäcken 17
- Borgan 30
- Borgforsälven 60
- Borgvikeälven 65
- Borrsjöån 40
- Borrälven 10
- Bortaälven 20
- Borån 11
- Bossån 15
- Bosån 12
- Bottenån
- Botorpsströmmen 75
- Botvasslan 9
- Brattaälv 14
- Bratteforsån 25
- Brattforsbäcken 17
- Brattorpsån 11
- Braxenån 14
- Braån 30
- Bredshultån 20
- Bredsjöbäclen 15
- Bredsjöån 18
- Bredsjöälven 14
- Bredträskbäcken 20
- Bredträskbäcken 11
- Bredträskbäcken 30
- Bredvallen 8
- Bredån 6
- Brehungån 15
- Brinnsjöån 8
- Brobybäcken 18
- Bronaån 20
- Brossån 9
- Broströmmen 45
- Broån 20
- Broälven 11
- Bruatorpsån 40
- Brubäcken 18
- Bruksån 14
- Bruksån 30
- Brunnan
- Brunnvasselån 20
- Bruokejukke 9
- Bråboån 11
- Brånsån 25
- Bråån 50
- Bräkneån 85
- Brändån 20
- Brändängesbäcken 25
- Brännbäcken 11
- Bränningeån 15
- Brännälven 30
- Brömsebäck 20
- Bröttjärnaån 9
- Bubergsån 15
- Bulsjöån 45
- Bultbäcken 12
- Bunnran
- Buran 18
- Bureälven 115
- Burån 13
- Buskån 11
- Buvattsälven 15
- Byaån 8
- Bynoret 20
- Byrströmmen 6
- Bysjöån 8
- Byskeälven 230
- Byssjan 30
- Byvattenån 15
- Byxsjöbäcken 11
- Byån 13
- Byälven 190
- Bålbäcken 11
- Bålsjöån 10
- Bångå 14
- Båthusbäcken 14
- Båtsabäcken 20
- Båtsaströmmen 25
- Bäckebrobäcken 14
- Bäcksälsvallen 8
- Bäckån 30
- Bäljane å 35
- Bäljane å 13
- Bällstaån
- Bälöbäcken 12
- Bärfendalsälven 14
- Bärmsjöån 8
- Bärreksån 10
- Bäsebäck 11
- Bäskån 55
- Bäverbäcken 25
- Bäverbäcken 12
- Bäverån 20
- Bäverån 30
- Bäveån 45
- Bölesån 12
- Bölsmanån 14
- Bönälven 95
- Bötån 12
- Böan 23